# ساغران سفلی
ساغران سفلی، روستایی از توابع بخش آبگرم شهرستان آوج در استان قزوین ایران است.

## جمعیت
این روستا در دهستان آبگرم قرار دارد و براساس سرشماری مرکز آمار ایران در سال ۱۳۸۵، جمعیت آن ۲۱۲ نفر (۵۴خانوار) بوده‌است.